# Бун (округ, Миссури)
Округ Бун (англ. Boone County) — округ штата Миссури, США. Население округа на 2009 год составляло 156 377 человек. Административный центр округа — город Колумбия.

## История
Округ Бун основан в 1821 году.

## География
Округ занимает площадь 1774.1 км2.

## Демография
Согласно оценке Бюро переписи населения США, в округе Бун в 2009 году проживало 156 377 человек. Плотность населения составляла 88.1 человек на квадратный километр.